# Leinster (Schiff, 1897)
Die RMS Leinster war ein Passagierschiff der Reederei City of Dublin Steam Packet Company aus Dublin. Der 1897 in Dienst gestellte Dampfer transportierte Passagiere, Post und Fracht im Linienverkehr zwischen Kingstown an der irischen Ostküste und Holyhead auf der britischen Insel Anglesey über die Irische See. Am 10. Oktober 1918 wurde die Leinster vor der Sandbank Kish Bank in der Bucht von Dublin von dem deutschen U-Boot UB 123 durch zwei Torpedos versenkt. Von den 771 Passagieren und Besatzungsmitgliedern starben 501. Somit war einer der größten Verluste von Menschenleben durch die Versenkung eines zivilen Schiffs im Ersten Weltkrieg nach der Lusitania zu beklagen. Es handelt sich zudem um das bis heute schwerste Schiffsunglück in der Irischen See.

## Das Schiff
Die Leinster wurde 1895 zusammen mit drei weiteren Schiffen bei Laird Brothers in der englischen Stadt Birkenhead in Auftrag gegeben. Ihre Schwesterschiffe waren die Ulster (Stapellauf 27. Juni 1896), die Munster (Stapellauf 21. Dezember 1896) und die Connaught (Stapellauf 21. September 1897). Die Schiffe wurden nach den vier historischen Provinzen Irlands benannt. Die City of Dublin Steam Packet Company war eine 1822 gegründete Reederei mit Sitz in Dublin, die sich auf Fähr- und Postverkehr von Dublin zu britischen Häfen wie Liverpool, Belfast und Glasgow spezialisiert hatte. 1850 wurden von der britischen Admiralität erstmals Aufträge zum Posttransport an private Gesellschaften vergeben. Deren Schiffe durften somit das Namenspräfix RMS für „Royal Mail Steamer“ (Deutsch: Königlicher Postdampfer) tragen. Die Reederei beteiligte sich daran.
Die 115,2 Meter lange aus Stahl gebaute Leinster wurde mit Doppelschrauben angetrieben und konnte eine Höchstgeschwindigkeit von 24 Knoten erreichen. Sie lief am 12. September 1896 vom Stapel und wurde im Januar 1897 fertiggestellt. Während ihrer Probefahrten am 27. Februar 1897 unterbot die Leinster den Rekord für die schnellste Überfahrt von Kingstown nach Holyhead um sechs Minuten. Sie war insgesamt 20 Jahre lang im Dienst. Am 8. September 1902 rammte und versenkte der Dampfer das Kish-Bank-Feuerschiff Albatross (1875–1903) in der Bucht von Dublin. Es gab keine Toten. Die Leinster nahm die Besatzung auf und brachte sie nach Holyhead.
Nachdem ihr Schwesterschiff Connaught am 3. März 1917 von dem deutschen U-Boot U 48 versenkt worden war, wurden die Leinster und ihre übrigen Schwesterschiffe mit einem Tarnanstrich versehen. Außerdem wurde sie mit einem 6-Pfünder-Geschütz und zwei Kanonen ausgerüstet. Das Schiff blieb weiterhin im regulären Passagierverkehr. Es gibt unterschiedliche Darstellungen, in welchem Umfang die jeweils in Gegenrichtung fahrenden Fähren militärisch genutzt wurden. Während Stokes 1998 angab, dass die Fähren oft hunderte von Militärs transportierten, erklärte Lecane 2005 nach offenbar genaueren Untersuchungen, dass die Fähren etwa zu 17 % militärisch genutzt wurden. Vor der letzten Fahrt der Leinster waren am 1. Oktober 1918 Militärpersonen transportiert worden. Ramm hatte in gewisser Weise Glück, schrieb Lecane, die Leinster zu versenken, als sie wieder einmal Truppen transportierte. Die Information über die militärische Nutzung wurde jedoch von der englischen Pressezensur unterdrückt.

## Die letzte Fahrt

### Abfahrt in Irland
Am Donnerstag, dem 10. Oktober 1918 um 08:50 Uhr morgens legte die Leinster vom Carlisle Pier in Kingstown zu einer Überfahrt nach Holyhead ab. Dort sollte sie planmäßig am Admiralty Pier von Salt Island anlegen. Das Kommando hatte der 61-jährige Kapitän William Birch, ein gebürtiger Ire, der sich mit seiner Familie auf Anglesey niedergelassen hatte. Das Schiff fuhr ohne Geleitschutz. Das Wetter war heiter, aber es wehte ein kräftiger Wind aus Süd-Südost.
An Bord befanden sich 77 Besatzungsmitglieder, drei Artilleristen der Royal Navy und 691 Passagiere. Unter den Passagieren befanden sich 489 Angehörige der Marine, des Heeres, der Luftstreitkräfte und des Sanitätspersonals des Vereinigten Königreichs, Irlands, Kanadas, Australiens, Neuseelands und der Vereinigten Staaten, darunter Soldaten, Offiziere, Ingenieure, Ärzte und Krankenschwestern. Weiterhin waren 22 Postangestellte des Dublin Post Office an Bord, die den Postraum des Schiffs führten. Die übrigen 180 Passagiere waren Zivilisten, darunter viele Frauen und Kinder. Insgesamt waren 771 Menschen an Bord. Um 09:42 Uhr erreichte die Leinster das Kish-Bank-Feuerschiff.

### Versenkung
Um 09:50 Uhr, als die Leinster die Kish-Sandbank mit dem Kish-Bank-Feuerschiff (heute befindet sich dort ein Leuchtturm) in der Dublin Bay passiert und erst 16 Meilen zurückgelegt hatte, sahen Passagiere an Deck des Schiffs einen Torpedo, der auf die Backbordseite des Dampfers zukam. Er verfehlte die Leinster und schoss an ihrem Bug vorbei. Es handelte sich um einen Torpedo von UB 123, einem deutschen U-Boot des Typs UB III, das erst seit einem halben Jahr im Dienst war und sich unter dem Kommando des 27-jährigen Oberleutnants zur See Robert Ramm auf seiner zweiten Feindfahrt befand.

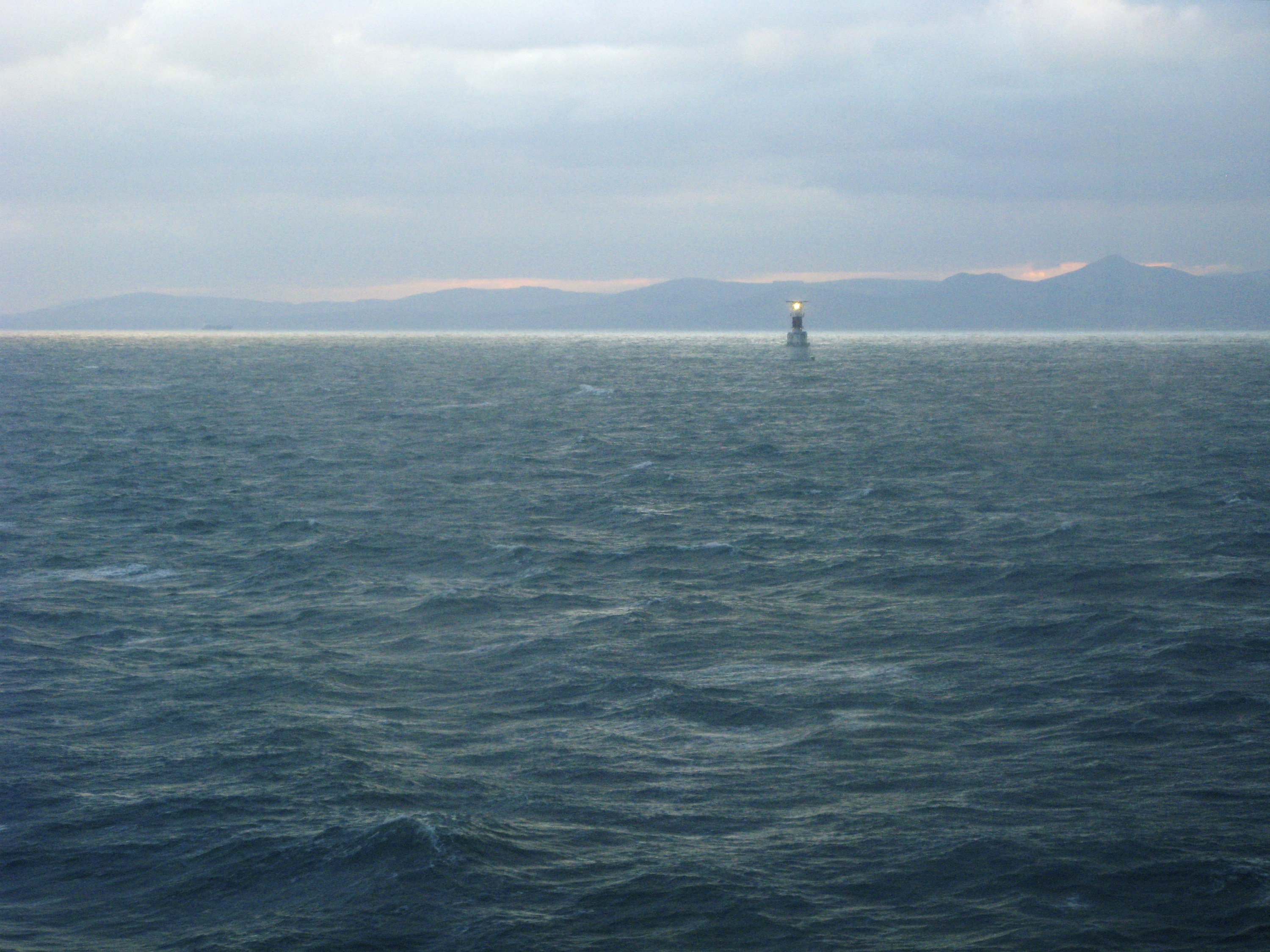
Die Kish Bank in der Dublin Bay

Kurz nach dem ersten wurde ein zweiter Torpedo abgeschossen, der vorne die Backbordseite des Schiffs traf und im Postraum einschlug. Bis auf einen wurden alle Postangestellten getötet. Ein großes Loch wurde in die Schiffshülle gerissen. Der Einschlag war so heftig, dass auch auf der anderen Seite des Schiffs der Rumpf aufgerissen wurde. In dem Versuch, sein Schiff zu retten, befahl Kapitän Birch, dass die Leinster beidrehte und wieder zurück nach Kingstown steuerte. Sie wendete und musste die Geschwindigkeit reduzieren auch zur Aussetzung von Rettungsbooten. Damit bot sie dem U-Boot ein leichtes und wegen der Kessel mittschiffs ein hochriskantes Ziel.
Einige Minuten danach schlug ein dritter Torpedo in die Steuerbordseite der Leinster ein, was eine schwere Detonation zur Folge hatte, die das Schiff fast zerriss. Ein voll besetztes Rettungsboot, das gerade zu Wasser gelassen wurde, wurde in Stücke gesprengt. Kapitän Birch wurde von der Kommandobrücke und viele Passagiere vom Bootsdeck in die See geschleudert. Kohle, Planken, Teile der Decksaufbauten und andere Trümmer wurden durch die Luft gewirbelt und verletzten die fliehenden Menschen. An einigen Stellen trat Dampf aus. Die Leinster nahm viel Wasser auf, bekam Schlagseite nach Backbord und begann, schnell über den Bug zu sinken. Nach wenigen Augenblicken war es kaum noch möglich, zu stehen. Es herrschte große Panik; Passagiere sprangen zu Dutzenden über Bord. Vier Minuten nach dem letzten Treffer ging das Schiff unter.

### Evakuierung und Rettung
Einige Rettungsboote konnten zu Wasser gelassen werden, weitere Überlebende klammerten sich an Wrackteilen und Flößen fest. Dutzende Menschen ertranken noch während des Untergangs, viele weitere erlagen den Folgen von Erschöpfung oder Unterkühlung, bevor Hilfe eintraf. Trotz der Nähe zum Land dauerte es eineinhalb Stunden, bis Rettungsschiffe eintrafen. Mehrere Rettungsboote kenterten und liefen voll.
Die britischen Zerstörer Lively, Mallard und Seal und die Yacht Helga nahmen 270 Überlebende auf. 501 Passagiere und Besatzungsmitglieder kamen durch die Versenkung ums Leben, darunter auch Kapitän Birch. Er hatte sich durch die Explosion Verletzungen zugezogen und ertrank, als sein Rettungsboot kenterte, während es versuchte, Schiffbrüchige zu einem der Zerstörer zu transferieren. Unter den Toten waren 37 Besatzungsmitglieder, 349 Militärangehörige und 115 zivile Passagiere.
Die Überlebenden wurden nach Kingstown gebracht und gingen an dem Landungssteg Victoria Wharf an Land. Ärzte, Krankenschwestern, Rettungshelfer und etwa 200 Krankenwagen machten sich auf dem Weg zur Pier. In den folgenden Tagen und Wochen wurden hunderte Leichen an die irische Küste gespült. 144 Militärangehörige wurden auf dem Grangegorman Military Cemetery in Dublin beigesetzt. Dutzende andere wurden nach Großbritannien, Kanada und die USA verschifft, um dort beerdigt zu werden. In ganz Irland fanden Beerdigungen und Trauerfeiern statt.
Das Schiff sank etwa 4–5 Seemeilen östlich des Kish-Bank-Feuerschiffs und liegt in 33 Metern Tiefe. Es ist heute ein beliebtes Taucherziel (Position 53° 18′ 53″ N, 5° 47′ 43″ W).

### Passagiere
Als Passagiere an Bord waren auch:
- Michael Joyce, irischer Politiker, Mitglied des Stadtparlaments von Limerick (überlebte)
- Lady Alexandra Phyllis Hamilton, britische Adelige, Tochter des Politikers James Hamilton, 2. Duke of Abercorn (kam ums Leben)
- Maud Elizabeth Ward, Sekretärin des britischen Politikers Lieut. Colonel Douglas James Proby (kam ums Leben)
- Lieut. Colonel Charles Harold Blackbourne, Veteran des Zweiten Burenkriegs und Regimentskommandeur in Frankreich im Ersten Weltkrieg (kam mit Sohn und Tochter ums Leben)
- Alfred White Curzon King, 15-jähriger Neffe des Verlegers Alfred Harmsworth, 1. Viscount Northcliffe (kam ums Leben)
- Thomas Foley, Schwager des irischen Tenors John McCormack (kam mit seiner Ehefrau ums Leben)
- Josephine Carr, 19-jährige Stenotypistin aus Cork (kam ums Leben; sie war das erste Mitglied des Women’s Royal Naval Service, das im Dienst durch Feindeinwirkung starb)
- Captain Hutchinson Ingham Cone, ehemaliger Kommandant des Zerstörers Dale der United States Navy und Leiter des United States Naval Air Service (überlebte)
- Robert Jocelyn Alexander, Sohn der irischen Komponistin Cecil Frances Alexander (There Is A Green Hill Not Far Away, Once In Royal David’s City) und deren Ehemann William Alexander, Bischof der Church of England (kam ums Leben)

## Politische Folgen
Die Versenkung der Leinster hinterließ einen tiefen Eindruck in der irischen Bevölkerung und führte weltweit zu großen Anfeindungen des Deutschen Kaiserreichs. Es kam zu heftigen Reaktionen in der Öffentlichkeit und der Presse.
Die Versenkung hatte zudem großen Einfluss auf die beginnenden Waffenstillstandsverhandlungen. Auf Duck der OHL hatte der neue Reichskanzler Max von Baden in der Nacht vom 4. auf 5. Oktober 1918 eine Note an den US-amerikanischen Präsident Woodrow Wilson gesandt, in der dieser gebeten wurde, die Herstellung des Friedens in die Hand zu nehmen und einen sofortigen Waffenstillstand herbeizuführen.
In die von der ersten Antwort Wilsons genährte vorsichtige Hoffnung, dass man auf diese Weise vielleicht zu einem annehmbaren Frieden komme könne, platzte die Nachricht von der Versenkung der Leinster. Bereits vorher war in mehreren Telegrammen, Briefen und Notizen, u. a. vom Kaiserlichen Gesandten in Bern, Gisbert von Romberg, die Sorge ausgedrückt worden, dass ein U-Boot-Zwischenfall mit amerikanischen Opfern für die optimistisch beurteilte „Weiterentwicklung der Wilsonschen Aktion“ verhängnisvoll sein könnte, weil „Wilson dem dann entstehenden Entrüstungssturm nicht werde standhalten können.“ Und der neue Staatssekretär des Auswärtigen Wilhelm Solf notierte am 17. Oktober 1918: „Ich habe aus guter Quelle gehört, dass ungefähr vor 14 Tagen ein Befehl zur Verschärfung des U-Boot-Krieges an die Marine ergangen sei!“ Dies wurde von Kapitän Horn vom Admiralstab abgestritten. Kuhl kommt in seiner Untersuchung zu dem Schluss, dass die Versenkung der Leinster keine von der Marineführung speziell beabsichtigte Provokation der USA war. Die in England im Room 40 aufgefangenen und entschlüsselten Funksprüche geben keinen Hinweis auf einen entsprechenden Befehl und der zeitliche Faktor spricht eher dagegen. Doch angesichts der wiederholten Auseinandersetzungen zwischen Politik und Militär um die Frage des uneingeschränkten U-Bootkrieges musste den Seeoffizieren (und auch dem Kommandanten von UB 123) klar gewesen sein, dass mit der Versenkung einer Fähre in der Irischen See eine weitere Herausforderung der USA verbunden war und dass dies zu ernsten Konsequenzen bezüglich Waffenstillstandsverhandlungen und Friedensschluss führen würde. In einer derart sensiblen Lage wäre es angebracht gewesen, dass die Marineführung den U-Bootskommandanten entsprechende Weisungen hätte zugehen lassen. Der Chef der SKL, Admiral Reinhard Scheer und sein Stabschef Kapitän zur See Magnus von Levetzow spielten dagegen diesen, für Deutschlands Waffenstillstandbemühungen katastrophalen Vorfall, herunter. Die Versenkung der Leinster war keine speziell beabsichtigte aber eine sehenden Auges in Kauf genommene Provokation Wilsons.
Die Nachricht von der Versenkung erreichte den amerikanischen Präsidenten etwa zur gleichen Zeit wie die deutsche Note. Wilsons Antwort am 14. Oktober fiel nun deutlich schärfer aus. Er verlangte die Herabminderung der deutschen Macht und schrieb, er könne „[keinen] Waffenstillstand in Erwägung […] ziehen, solange die bewaffneten Streitkräfte Deutschlands ihre gesetzwiderigen, unmenschlichen Handlungen fortsetzen. In der gleichen Stunde, wo die deutsche Regierung sich an die amerikanische mit Friedensvorschlägen wendet, sind die deutschen U-Boote damit beschäftigt, auf der See Schiffe zu versenken und nicht nur diese Schiffe selbst, sondern auch die Rettungsboote, worin die Passagiere und Mannschaften ihr Leben zu retten versuchten.“ Er zeigte sich besorgt, dass die Militärs in Deutschland trotz der eingeleiteten Reformen nach wie vor das Sagen hätten und weiter aggressive Absichten verfolgen würden. Er schrieb weiter, es sei unvermeidlich, dass die Regierungen, die gegen Deutschland verbündet sind, ohne die Möglichkeit irgendeiner Täuschung wissen müssen, mit wem sie zu tun haben.
Die Marineführung forderte jedoch die Weiterführung des uneingeschränkten U-Bootskriegs. Aber dies hätte den Abbruch der Verhandlungen bedeutet. Ein mögliches Eintauschen der Aufgabe des U-Bootkriegs gegen einen Waffenstillstand war damit ebenfalls versperrt. Die deutsche Regierung teilte Wilson am 21. Oktober 1918 nach Rücksprache mit dem Kaiser in ihrer Antwort-Note mit, dass die Versenkung von Rettungsbooten nicht absichtlich erfolgt sei und dass alle U-Boot Kommandanten Befehl erhalten hätten, keine Passagierschiffe mehr zu torpedieren. Sie hoffte auf eine Honorierung der Reformen und fügte in ihrer Note hinzu, dass das Friedens- und Waffenstillstandsangebot ausgehe von einer Regierung, die frei von jedem willkürlichen und unverantwortlichen Einfluss getragen würde von der Zustimmung der überwältigenden Mehrheit des deutschen Volkes. Dies konnte jedoch Wilson nicht überzeugen. In seiner folgenden dritten Note vom 23. Oktober 1918 erklärte er, die Macht der Militärs sowie des Königs von Preußen seien noch ungebrochen und er werde nur einen solchen Waffenstillstand vermitteln, der Deutschland außer Stande setze, die Kampfhandlungen wieder aufzunehmen. Da der von der Regierung nicht autorisierte geplante Flottenvorstoß Wilsons Bedenken bestätigte, Deutschland über keine Reserven verfügte und alle Verbündeten aufgegeben hatten, mussten Wilsons Bedingungen letztlich akzeptiert werden.

## Gedenken
Der Untergang der Leinster stellt einen der größten Verluste von Menschenleben durch die Versenkung eines zivilen Schiffs im Ersten Weltkrieg nach der Lusitania und den bis heute größten Verlust von Menschenleben auf einem irischen Schiff dar. Sie ist außerdem das bis heute schwerste Schiffsunglück in der Irischen See. Die City of Dublin Steam Packet Company konnte sich finanziell nie vom Verlust der Leinster und der Connaught erholen. Sie stellte ihren Betrieb 1924 ein.
Im Jahr 2002 wurde in Dún Laoghaire die Organisation „The Friends of the Leinster“ gegründet, die sich zum Ziel machte, das Gedenken an das Schiff und die Toten aufrechtzuerhalten. Zum 85. Jahrestag der Katastrophe im Oktober 2003 initiierten sie Gedenkveranstaltungen in Dún Laoghaire und Holyhead.
Am 30. Mai 2008 brachte das staatliche irische Postunternehmen An Post eine Briefmarke mit einer Abbildung der Leinster zur Markierung des 90. Jahrestags ihrer Versenkung heraus. Am Freitag, dem 10. Oktober 2008, genau 90 Jahre nach dem Untergang, fand in der St. Michael’s Roman Catholic Church in Dún Laoghaire ein ökumenischer Gedenkgottesdienst zu Ehren der Todesopfer statt.